# Genie (ragazza selvaggia)
Genie (Arcadia, 18 aprile 1957) è lo pseudonimo di una donna che fino all'età di tredici anni rimase imprigionata nella sua stanza senza alcun contatto con l'ambiente esterno.
Venne scoperta dalle autorità di Los Angeles il 4 novembre 1970. È una dei bambini selvaggi più famosi, il suo caso è stato utilizzato per verificare l'ipotesi del periodo critico. "Genie" è il soprannome dato alla ragazza dai medici e dai terapisti che si sono presi cura di lei.
La storia di Genie è stata descritta in The Secret of the Wild Child nel 1994 e nel film del 2001 Mockingbird Don't Sing.

## Biografia

### Prima infanzia
Il primo figlio dei genitori di Genie morì di polmonite a due mesi e mezzo di età, il secondo due giorni dopo la nascita. Il terzo figlio, il fratello maggiore di Genie, venne preso in cura dalla nonna della ragazza. Poco dopo la nascita di Genie, quarto figlio e ultimogenita, la nonna venne a mancare, investita da un camion, cosicché il fratello di Genie tornò dai suoi genitori.
Da quando Genie aveva 20 mesi, era stata costretta dal padre a vivere in un isolamento quasi totale. Trascorreva le sue giornate in una stanza buia, legata a un gabinetto per bambini simile a una sedia, in grado solo di muovere mani e piedi. Di notte indossava una specie di camicia di forza e veniva messa in una branda fissata alla rete metallica. Il padre non parlava con la ragazza, ma abbaiava, ringhiava in sua presenza e la picchiava se faceva rumore. Poiché la madre aveva problemi di vista, ciò le rendeva impossibile prendersi cura di Genie; cosa che fece invece suo fratello maggiore, che era stato istruito da suo padre.

### Ritrovamento
Il 4 novembre 1970, quando Genie aveva tredici anni e mezzo, sua madre scappò di casa con lei e cercò l'assistenza dei servizi sociali. Quando si scoprì in che stato si trovasse la ragazza, venne chiamata la polizia. Genie pesava solo 26 chilogrammi, non poteva raddrizzare le braccia e le gambe, non poteva masticare ed era quasi completamente muta. Entrambi i genitori vennero accusati di abuso della potestà genitoriale. Il padre di Genie si suicidò il giorno in cui doveva comparire in tribunale per la prima volta. Prima della sua morte, lasciò un biglietto con scritto "Il mondo non capirà mai".

### Terapia
Dopo la sua permanenza in ospedale, Jean Butler, la sua insegnante, divenne la prima a prendersi cura di Genie. La bambina sarebbe dovuta rimanere lì solo per poco tempo, ma il soggiorno fu prolungato. La Butler si prese cura di Genie in modo abbastanza possessivo, limitando i suoi contatti con il resto del team di terapisti, Susan Curtiss e James Kent. Quando la Butler chiese la custodia legale, ricevette una risposta negativa.
Genie tornò in ospedale, dopo di che venne presa in cura dal terapeuta David Rigler. La nuova insegnante di Genie era sua moglie, Marylin. Genie visse con la famiglia Rigler per quattro anni. Tra le altre cose, imparò la lingua dei segni e il sorriso. Durante questo periodo, fu in grado di parlare della sua infanzia. Se non riusciva a esprimere qualcosa a parole, cercava di comunicare attraverso i disegni.
Nonostante i progressi, l'Istituto Nazionale di Salute Mentale nel 1974 smise di finanziare il progetto di ricerca sullo sviluppo di Genie. Il motivo era che non era stato condotto in modo sufficientemente professionale e non portò a dati scientifici. Nello stesso anno, i Riglers rinunciarono alla custodia di Genie.

### Vita successiva
Nel 1975, Genie tornò da sua madre. Prendersi cura della figlia, tuttavia, si era rivelato troppo difficile per quest'ultima, quindi Genie venne collocata in altre famiglie affidatarie, almeno sei dalla fine del progetto. In alcune di esse, era maltrattata fisicamente e il suo sviluppo era regredito bruscamente. Una delle famiglie affidatarie l'aveva punita severamente per aver vomitato, così Genie aveva sviluppato la paura di aprire la bocca, anche per parlare o mangiare.
Nel 2008, ABC News ha riferito che Genie era in una struttura privata per adulti con difficoltà cognitive nel sud della California. Usa solo poche parole, ma ricorda ancora la lingua dei segni.